# オバフェミ・アウォロウォ
オバフェミ・ジェレマイア・オエニイ・アウォロウォ（Obafemi Jeremiah Oyeniyi Awolowo、ヨルバ語表示名、Obáfẹ́mi Oyèníyì Awólọ́wọ̀、1909年3月9日 - 1987年5月9日）は、ナイジェリアの政治指導者。現オグン州のイケンネ出身のヨルバ族でナイジェリア独立以前から政治活動を始め、エグベ・オモ・オドゥドゥワ、ナイジェリア労働組合会議、行動党 (AG) など沢山の組織を設立した。"The Nigerian Worker" 紙の記者であり、ナイジェリア産物貿易家協会を組織し、ナイジェリア動力輸送組合の書記を務めた。ナイジェリアで商学士号をえた後、ロンドンで法律を学んだ。独立前の1952年から1960年までナイジェリア西部州における最初の現地人の首相となり、1960年からは連邦議会でアブバカル・タファワ・バレワ首相に対する野党行動党の代表として活動した。

## 政策
アウォロウォは国家が教育と社会基盤整備に資源を振向けるべきであると信じた指導者であった。これを浪費と看做す議論もあるものの、彼は西部州において初等教育を無料化し、アフリカ初のテレビ局を整備し、西アフリカ初の競技場を建設し、ココア輸出産業からの利潤を使って電化計画を推進した。ヨルバ族の多いナイジェリア西部では絶大な支持を受けた彼の左派的な政策は全国的には不人気であった。北部のムスリムの北部人民会議 (NPC) は彼がイギリス政府に操られていると信じていた。

## 西部危機と投獄
独立前にアウォロウォは行動党の主要なメンバーから連邦議会で活動するように説得され、西部州首相をサミュエル・アキントラに任せた。アウォロウォとアキントラには西部州に関する政策を巡って深刻な対立があり、1961年にはアウォロウォはアキントラを西部州首相から解任しようとした。憲法改正論議も絡んで西部州に非常事態が発令され、アキントラのグループは新たにナイジェリア国民民主党 (NNDP) を結成した。アキントラは連邦政府首相タファワ・バレワのNPCと手を結んだ。アウォロウォがアキントラとその新たな政党が敗北したと主張した選挙は結果が公然と操作された。アグベコヤと呼ばれるアキントラ支持者に対する暴動と共に反乱が起った。これはナイジェリアの政治用語では「ウェティ」と呼ばれるようになった。1963年6月アウォロウォらは「クワメ・エンクルマのガーナ当局と結んで連邦政府を転覆しようとした」とされ反乱未遂罪で投獄された。
1964年末、行動党の残されたメンバーはイボ人が多数派であるNCNCと組んで選挙に参加したが、不正選挙との非難の中で、NPC-NNDP連合の勝利が宣言された。

## クーデターと内戦
1966年1月15日チュクマ・カドゥナ・ンゼオグゥ少佐ら率いるクーデタによりバレワ、アキントラ、北部州首相のアフマド・ベロらが殺害された。翌日までに事態を収拾したジョンソン・アグイイ・イロンシ少将が最高軍事評議会を設置して憲法を停止し中央集権化を図ったが、反イボ暴動と共に7月29日参謀総長ヤクブ・ゴウォン中佐、ムルタラ・ムハンマド中佐らに倒された。ゴウォンはアウォロウォらを釈放し、連邦制を復活させ、更なる州の細分化を図った。虐殺を逃れたイボや東部州軍政官となったオジュク中佐はこれに反発し1967年5月30日ビアフラ共和国の独立を宣言し、ビアフラ戦争が勃発した。アウォロウォはビアフラ側と和平交渉にあたり、不調に終わると、軍事政権の財務相としてイボ人の預金を凍結した。アウォロウォは戦争が終わると辞職し選挙に備えた。

## 大統領候補
1979年アウォロウォは行動党の後継としてナイジェリア統一党 (UPN) を結成した。アウォロウォは大統領選挙に立候補し40万票差でシェフ・シャガリに敗れた。1983年再度立候補し今度は400万票以上差をつけられアウォロウォは不正を訴えた。
アウォロウォはクワメ・エンクルメや一部の西側の政治家から敬意を受けた。行動党の政策や「人生をより豊かに」という標語も広く支持された。また、彼は独立運動や政治構造論、ナイジェリアの将来の見通しなどに関して『Path to Nigerian Freedom（ナイジェリアの自由への道、1947年）』『Thoughts on the Nigerian Constitution（ナイジェリア憲法に関する考え、1966年）』などいくつかの著書がある。
イレ＝イフェのイフェ大学は1987年5月アウォロウォが亡くなると彼に因んでオバフェミ・アウォロウォ大学へと改名された。また百ナイラ紙幣に彼の肖像が使われている。